# Walentina Dmitrijewna Ponomarjowa
Walentina Dmitrijewna Ponomarjowa (russ. Пономарёва, Валентина Дмитриевна, geb. 10. Juli 1939 in Moskau) ist eine sowjetisch-russische Sängerin. Sie interpretiert vor allem Romamusik, russische Romanzen und Jazz und ist international als Valentina Ponomareva bekannt.

## Leben und Wirken

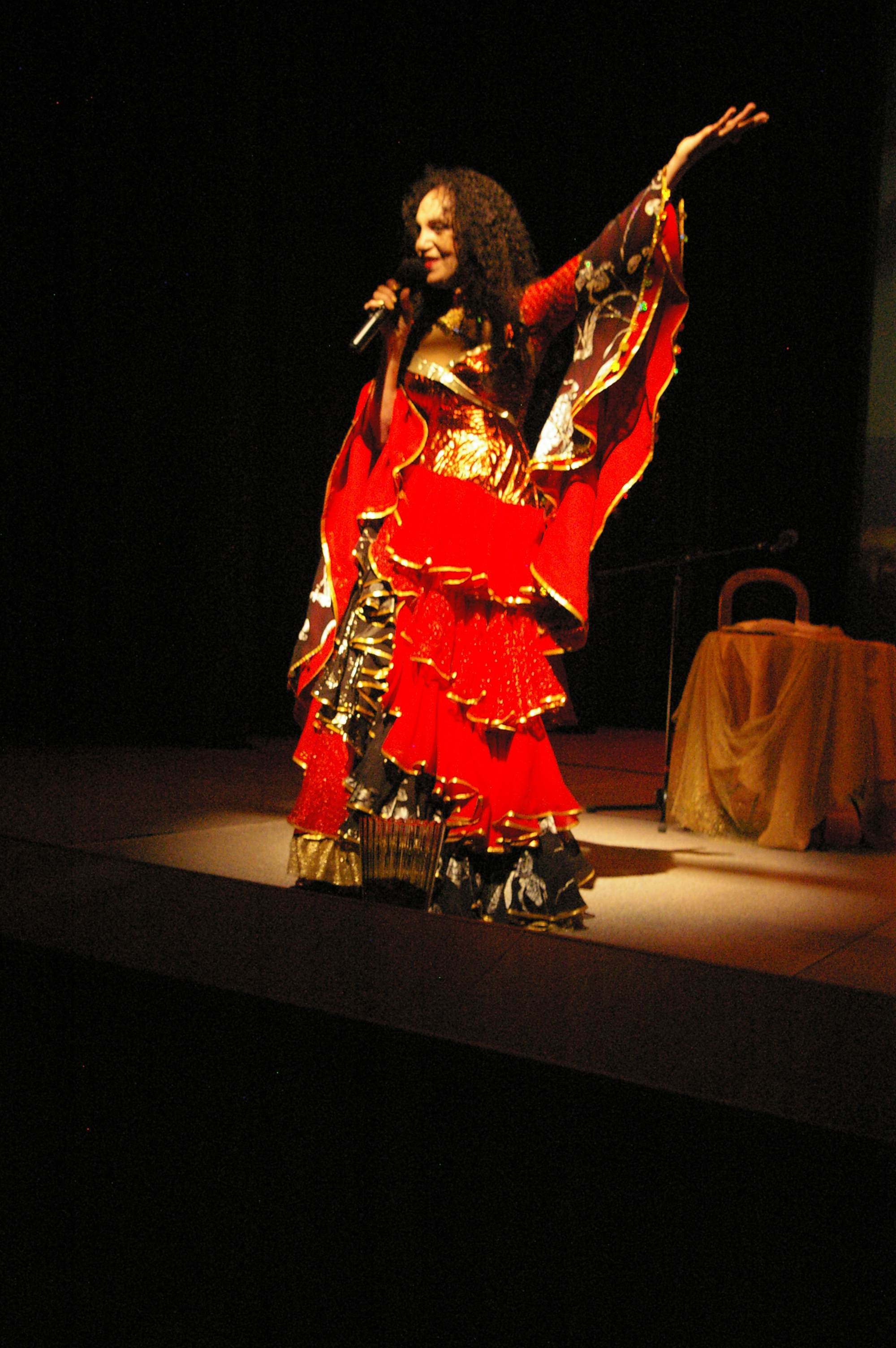
Walentina Ponomarjowa 2011

Ponomarjowas Vater war der Roma-Violinist Dmitri Ponomarjow, ihre Mutter die russische Pianistin Irina Lukaschowa. Beide Eltern studierten bei Walentina Ponomarjowas Geburt am Moskauer Konservatorium und wohnten im Internat, so dass sie seit ihrer Kindheit mit europäischer Klassik und Romamusik vertraut war.
Ponomarjowa studierte an der Musikhochschule Chabarowsk Gesang und Piano. Noch während des Studiums debütierte sie erfolgreich im Dezember 1960 in einer Aufführung des Tolstoi-Stückes Der lebende Leichnam am Chabarowsker Dramatischen Theater in der Rolle der Maschenka, wobei sie auch einige Romalieder sang.
1967 trat sie beim Internationalen Jazz-Festival in Tallinn auf. Daraufhin wurde sie Sängerin des Jazz-Ensembles von Anatoli Kroll. 1971 wechselte sie an das Roma-Theater Moskau. Ab 1973 sang sie in dem an diesem Theater gebildeten Trio Romen, das im selben Jahr Preise des Allrussischen Wettbewerbs der Theaterjugend und des Allunionswettbewerbs der Estradenkünstler erhielt. Das Trio trat im Radio und Fernsehen auf, nahm Schallplatten auf und gastierte im In- und Ausland. 1979 verließ sie das Theater und widmete sich ganz dem Jazz. 1981 trennte sich auch vom Trio Romen und trat im Varieté und in auf sie zugeschnittenen Shows auf. 1983 wurde sie eingeladen, die Lieder der Hauptrolle in Eldar Rjasanows Film Eine bittere Romanze zu singen. Die Titel wurden ein großer Erfolg und werden bis heute im russischen Radio gespielt.
Seitdem gibt sie regelmäßig Konzerte und bringt Platten heraus.

## Tonträger (Auswahl)
- 1991: Live in Japan (Leo Records)
- 1992: Valentina Ponomareva, Ken Hyder, Tim Hodgkinson The Goose (Megaphone/Woof)
- 1999: Forte (Boheme)
- 2007: Gypsy Romances from Russia (Landy Star Music)
- 2008: Trio Romen/Valentina Ponomareva: The Russian Gypsy Queen (Hot Club Records)